# 信长之野望·天下创世
《信长之野望·天下创世》是一款由光荣公司制作和发行的历史类战略游戏。本游戏是信长之野望系列第11作。本游戏最初于2003年9月12日在Windows发行。游戏后移植至PlayStation 2。
玩家可以选择大名，目的是要统一日本。武将的能力分为政治、统率、教养、知略、义理和相性。
此外本作新引入了大名规模的概念。